# 三遊亭圓麗
三遊亭 圓麗（さんゆうてい えんれい）は、落語家の名。過去に2人確認されている。
- 三遊亭圓麗 - 本項にて記述
- 三遊亭圓麗 - 後∶三遊亭朝兵衛

三遊亭 圓麗（さんゆうてい えんれい、生年不詳・1895年2月26日）は、落語家。本名∶芳村 源六。

## 経歴
弘化から嘉永頃に二代目三遊亭圓生の門下になり橘家？圓次郎、二代目翁家さん馬の門下でらん馬（羅ん馬）、幕末末に再度圓生の門下になり狂言亭圓玉、慶応の初めころから三遊亭圓朝の門下で圓流から1877年、8年ころに圓麗となった。圓朝とは元々兄弟弟子で圓朝をおんぶして寄席通いしたという。
没年は不明だが三代目三遊亭小圓朝が数え年の4歳の時に亡くなったという。辞世の句は『大入とあの世は披露目するがいい』。

## 家族
- 二代目三遊亭小圓朝 - 実子
- 三代目三遊亭小圓朝 - 孫